# Taxodium distichum var. imbricarium
Taxodium distichum var. imbricarium (sin. Taxodium ascendens), sjevernoameričko drvo iz porodice čempresovki. Varijetet je močvarnog taksodija sa istoga Sjedinjenih Država.

## Opis
Taxodium distichum var. imbricarium, obično zvan pond cypress (“barski čempres”), listopadna je crnogorica koja je porijeklom iz obalne ravnice od Virginije do Floride i do Louisiane. Najčešće se nalazi na rubovima bara i jezera, otuda mu i naziv. Oblikom i habitusom vrlo je sličan običnoj taksodiji (Taxodium distichum). Štoviše, dva stabla dijele neka od istih autohtonih područja i navodno će se hibridizirati u divljini. “Barski čempres” općenito je manje i uže stablo, obično naraste do 30-70 stopa visine (10 - 21 m). Mlada stabla imaju cilindrične krošnje, ali starija stabla razvijaju spljoštenije nepravilne krošnje. Kora je sivo-smeđa do crveno-smeđa. Šiloliki, stisnuti listopadni listovi su spiralno raspoređeni. Lišće postaje narančasto-smeđe u jesen. U usporedbi s moćvarnim taksodijima, barski čempresi su:(1) nešto manji; (2) imaju stisnute, spiralno raspoređene listove, (3) imaju “koljena” korijena koja su zaobljenija i (4) obično rastu na rubovima jezerca, a ne u vodi. Neki stručnjaci smatraju da je barski čempres drugačija vrsta, imenovana kao T. ascendens. Također se obično naziva “patuljasti čempres”. Naziv sorte na latinskom znači preklapanje u odnosu na lišće.

## Stanište
Drvo lako raste na prosječnim, srednje vlažnim do vlažnim tlima koja zadržavaju vlagu, ali i prilično dobro dreniranim tlima na punom suncu. Preferira vlažna, kisela i pjeskovita tla, ali podnosi širok raspon uvjeta tla u rasponu od tala prosječne vlažnosti do mokrih tala u stajaćoj vodi. To je stablo koje nije potrebno održavati. Ima veliki glavni korijen i malo je otporan na sol. Bjelika je krem boje, dok je srce smeđe. Na alkalnim tlima zna se javiti kloroza
- Stabla u močvari Okefenokee
- Stabla u močvari Okefenokee
- T. distichum var. imbricarium
- T. distichum var. imbricarium

## Vanjske poveznice
|  | Zajednički poslužitelj ima još gradiva o temi Taxodium ascendens |